# Eric Person

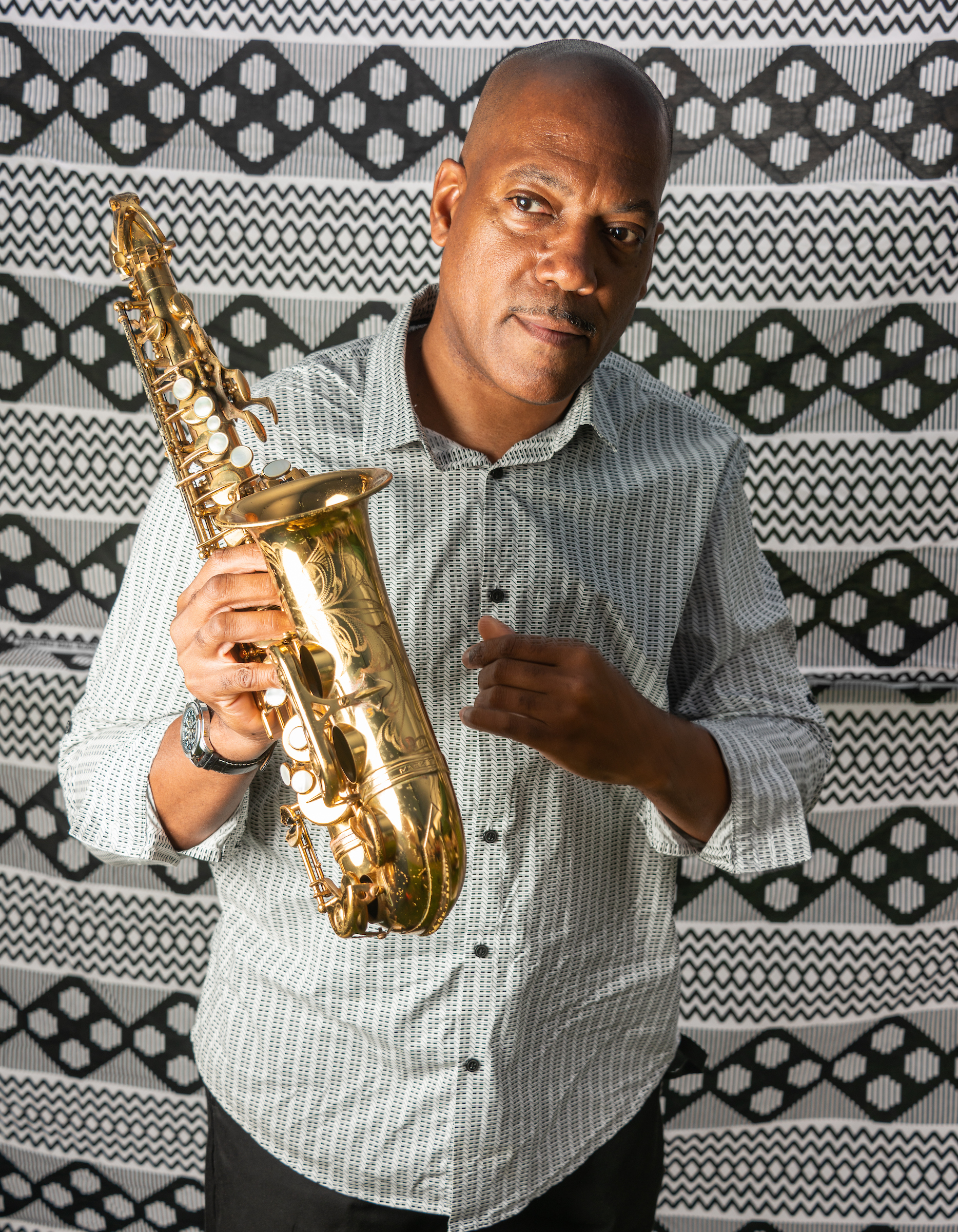
Eric Person (2018)

Eric Anthony Person (* 2. Mai 1963 in St. Louis) ist ein amerikanischer Saxophonist des Creative Jazz (Sopran- und Altsaxophon), der auch als Komponist tätig ist.

## Leben und Wirken
Person, Sohn des Saxophonisten Thomas Person, begann mit sieben Jahren das Spiel auf dem Saxophon; er erhielt ersten Unterricht von seinem Vater und an der High School. Er studierte am Konservatorium seiner Heimatstadt, bei Dave Liebman und bei John Purcell. 1982 zog er nach New York City, wo er in der Big Band von John Hicks, von 1984 bis 1987 in der „Decoding Society“ von Ronald Shannon Jackson, aber parallel auch bei Chico Hamilton (bis 1994) spielte. In den nächsten Jahren arbeitete er mit Vernon Reid, McCoy Tyner, Woody Shaw, Onaje Allan Gumbs, David Murray und bei Jackie McLean. 1993 wird er im World Saxophone Quartet Nachfolger von James Spaulding; zwischen 1994 und 1998 spielte er bei Dave Holland. Mitte der 1990er Jahre gründete er seine Gruppe „Meta-Four“ und begann eine Serie von Solo-Auftritten; daneben spielte er im Duo mit Michael Carvin und leitete gemeinsam mit Michiel Borstlap eine Band. Daneben arbeitete er einerseits für Ben Harper, Ofra Haza und Bootsy Collins, andererseits für Quincy Jones, Joe Chambers, Chris Joris und Ronnie Burrage. Sein Debütalbum veröffentlichte er 1993 Seit 1999 veröffentlichte er auf seinem eigenen Label. 2008 gründete er die Band „Metamorphosis“, mit der er sich zwischen elektronischer Musik und Funk bewegt.
Als Komponist arbeitet Person mit neuen Formmodellen.

## Auszeichnungen und Preise
1979 erhielt er von der Missouri Southern State University eine Auszeichnung als herausragender Musiker. Als Sopransaxophonist führte er den Readers’ Poll von Down Beat zwischen 1992 und 1995.

## Diskographische Hinweise
- Arrival (Soul Note, 1993) mit Michael Cain, Ronnie Burrage
- More Tales to Tell (Soul Note, 1996) mit Dave Holland, Kenny Davis, Gene Jackson, John Esposito
- Extra Pressure (Distinction, 1999) mit „Meta-Four“
- Rhythm Edge (mit Robin Eubanks, Ingrid Jensen und Daniel Sadownick, 2007)
- Live at Big Sur (Distinction, 2002) mit John Esposito, Kenny Davis, Pete O’Brian
- Rhythm Edge (Distinction, 2007) mit Robin Eubanks, Ingrid Jensen
- The Grand Illusion (Distinction, 2010)
- Thoughts on God (Distinction, 2012)
- Duoscope (Distinction, 2015) mit Shin Takahashi

## Lexigraphische Einträge
- Martin Kunzler: Jazz-Lexikon. Band 2: M–Z (= rororo-Sachbuch. Bd. 16513). 2. Auflage. Rowohlt, Reinbek bei Hamburg 2004, ISBN 3-499-16513-9.